# Иванов, Иван Александрович (лыжник)
Иван Александрович Иванов (11 мая 1987 года) — российский лыжник, призёр этапа Кубка мира, чемпион мира среди юниоров. Специалист спринтерских гонок.

## Карьера
На юниорских чемпионатах мира Иванов завоевал одну золотую и одну серебряную медали.
В Кубке мира Иванов дебютировал 27 октября 2007 года, в январе 2008 года единственный раз в карьере попал в тройку лучших на этапе Кубка мира, в спринте свободным стилем. Кроме подиума, имеет на своём счету 1 попадание в десятку лучших на этапах Кубка мира, в командном спринте. Лучшим достижением Иванова в общем итоговом зачёте Кубка мира является 54-е место в сезоне 2007/08.
За свою карьеру в чемпионате мира и Олимпийских играх участия не принимал.
Использовал лыжи производства фирмы Fischer, ботинки и крепления Salomon.